# Estación de Maastricht—Randwyck
La estación de Maastricht—Randwyck es una estación de tren neerlandesa situada en Maastricht, en la provincia de Limburgo.
Pese a situarse en los Países Bajos, pertenece a la línea  de S-Trein Lieja.

## Situación ferroviaria
La estación se encuentra en la línea 40 (Visé-Maastricht).